# Штауде, Нина Михайловна
Нина Михайловна Штауде (1888—1980) — советский астроном; на пенсии была пострижена в монахини.

## Биография
Родилась в 1888 году в Санкт-Петербурге. Её отец, Михаил Данилович Штауде (1861—1920), служил преподавателем географии и естествознания в различных средних учебных заведениях Петербурга, в числе которых было Первое реальное училище. Мать — выпускница консерватории по классу вокала Анна Григорьевна, дочь математика, специалиста по неэвклидовой геометрии, Григория Ивановича Морозова.
В 1907 году окончила гимназию А. А. Оболенской, в 1914 году — Высшие женские (Бестужевские) курсы. В 1911 года она услышала лекцию академика Г. А. Тихова, главного астронома Пулковской обсерватории, только что вернувшегося из Франции. Академик Г. А.Тихов сыграл большую роль в её дальнейшей научной деятельности; под его влиянием у неё возник интерес к астрономии. И когда на Бестужевских курсах был создан астрономический кружок, она его вскоре возглавила.
В год окончания Бестужевских курсов она также сдала государственные экзамены по физико-математическому факультету Санкт-Петербургского университета. В 1915—1918 годах преподавала на Бестужевских курсах астрономию. 
Работала под руководством известных учёных Г. А. Тихова и В. Г. Фесенкова, В. П. Ветчинкина. В 1928—1930 годах была ассистентом на физико-математическом факультете Санкт-Петербургского университета. В это время вышла её работа «Фотометрия луны» (М., 1928; в соавторстве с В. Г. Фесенковым). Была членом Русского общества любителей мироведения, руководила вычислительным сектором и сектора по изучению метеоритов. По делу этого Общества 20 января 1931 года была арестована и после трёх месяцев тюрьмы была сослана в Рыбинск. Весной 1932 года она получила разрешение переехать для дальнейшего отбывания
ссылки в Полтаву, где стала работать в Полтавской обсерватории. Летом 1933 года она была освобождена из ссылки и получила возможность вернуться
в Ленинград к своей матери, не дождавшись получения паспорта в Полтаве. Но из-за отсутствия паспорта была вынуждена вернуться в Рыбинск, где работала счетоводом на машиностроительном заводе.
Когда истекли три года со дня её ареста, 20 января 1934 года она вернулась в родной Ленинград. В Пулковской обсерватории ей предложили тему изучения стратосферы сумеречным методом. Отдельные статьи по этой теме (Сумерки и строение верхней стратосферы // Труды Всесоюзной конференции по изучению стратосферы. — 1935. — С. 218—226; Теория Линдемана и Добсона и некоторые следствия, из неё вытекающие // Труды Всесоюзной конференции по изучению стратосферы. — 1935. — С. 481—488 и др.) составили монографию, вышедшую в 1936 году, стали позже содержанием кандидатской диссертации.
Но 5 февраля 1935 года (на волне репрессий после убийства С. М. Кирова) она вновь была арестована, приговорена к 3 годам лагерей и сослана в Уфу, куда приехала со своей матерью. Там работала в артели по изготовлению игрушек и на других случайных работах, продавщицей билетов на скачках и др. В 1938 году, 22 марта, вновь была арестована, отбывала наказание в Усольском ИТЛ в Молотовской области. В 1940 году её привлекли к научно-исследовательской работе на строительстве Соликамского гидроузла. В марте 1941 года вернулась в Уфу. Работала лаборантом, потом ассистентом на кафедре физики в Башкирском сельскохозяйственном институте. В 1944 году лишения и сложности, болезнь матери и др. привели её к тяжёлой депрессии и лечению в Уфимской психиатрической больнице. В это время она написала академику В. Г. Фесенкову и Г. А. Тихову, которые в то время находились в эвакуации в Алма-Ате, и получила приглашение приехать к ним для работы в Академии наук Казахской ССР.
В 1945 году защитила кандидатскую диссертацию «Фотометрические наблюдения сумерек, как метод изучения верхней стратосферы». Первая попытка защитить докторскую диссертацию в июне 1948 года не удалась, поскольку не собрался кворум, а в феврале 1950 года она сама отменила уже назначенную защиту, сославшись на болезнь. Как позже она писала: «Я пришла к убеждению, что нет воли Божией продолжать мне научную работу».
Родители её были верующими людьми и воспитали дочь в строгом благочестии. Но в 1907 году произошёл её отход от церкви вместе с увлечением книгой Ренана «Жизнь Иисуса» и идеями толстовства. Возвращение началось после смерти отца в 1919 году. В 1924 году её духовным руководителем стал протоиерей Викторин Добронравов, служивший настоятелем церкви при Доме для престарелых работников сцены на Петровском острове Ленинграда. В 1927 году он примкнул к иосифлянам и свою духовную дочь воспитал как активную сторонницу движения иосифлянства. С сентября 1944 года проживала в Алма-Ате. В конце 1950 года была уволена в ходе «чистки» и с 1 января 1951 года стала пенсионеркой. 
Алма-атинскую кафедру тогда занимал архиепископ Николай (Могилевский), который в 1948 году поручил архимандриту Исаакию (Виноградову) быть духовным отцом Нины Штауде. Событие это оказалось для нее судьбоносным. Была тайно на квартире Юрпольских 31 июля 1953 года пострижена в рясофор; стала членом церковной двадцатки Никольского собора в Алма-Ате, настоятелем которого был её духовный отец. С 1952 года она записывала в виде очерков услышанное на проповедях и встречах с архиепископом Николаем; своему духовному отцу она писала в то время: «Единственное, что я могу оставить доброе после себя — это записи проповедей Владыки и Ваших». 
Г. А. Тихов в 1956—1957 годах, желая передать ей заведование сектором астроботаники, настойчиво звал Штауде вернуться в науку, называя её церковно-монашеский образ жизни «эгоизмом».
С 1957 года до своей смерти 16 июня 1980 года проживала в Ельце, куда приехала вместе с духовным отцом архимандритом Исаакием. В Ельце, в 1967 году она была пострижена в мантию.
В конце жизни монахиня Нина писала много воспоминаний, систематизировала личный архив и в 1971 году передала его в архив Ленинградского филиала АН СССР с условием не делать публикации до 2000 года.